# Ultimate Comics: Spider-Man
Ultimate Comics Spider-Man, es un comic book estadounidense publicado por Marvel Comics. Debutó en agosto de 2009 como parte del relanzamiento de Ultimate Marvel, bajo el nuevo sello de Ultimate Comics. Este es una continuación de Ultimate Spider-Man y al mismo tiempo es una serie totalmente nueva. Está escrito por Brian Michael Bendis (creador de Ultimate Marvel) y con David Lafuente como dibujante titular. Takeshi Miyazawa, Sara Pichelli y Pepe Larraz se encargaron de algunos números "fill-in" -de relleno.

## Sagas

### El nuevo mundo según Peter Parker
Han pasado seis meses después del Ultimatum y la ciudad de Nueva York comienza a recuperarse del ataque de Magneto. Spider-Man ahora es querido por la gente gracias a un artículo de J.J. Jameson (Ultimate Spider-Man Requiem #2), El Daily Bugle ha dejado de publicarse y Peter trabaja ahora en un restaurante de comida rápida. Mientras que Peter se encuentra en una relacion con Gwen Stacy, la cual esta viviendo en su casa, Mary Jane le dice que se arrepiente de haber terminado con él. Los mutantes son ilegales y por esto mismo se muestra a Kitty Pryde siendo acosada en la escuela.
Se sabe que Kingpin aún está vivo y es absuelto de sus crímenes, ya que se ha perdido la evidencia en su contra. Misterio aparece en su oficina y lo empuja por la ventana, Misterio toma la responsabilidad de su muerte y planea convertirse en el jefe del crimen de Nueva York. Aparecen las "Bombshells" una pareja Madre/Hija de mutantes robando una joyería, Spider-Man las derrota y las entrega a la policía. Misterio intenta un robo al banco de la reserva federal, Spider-Man lo confronta y es alabado como un héroe por la gente aún cuando Misterio escapa.
Un misterioso personaje recubierto con una capa roja aparece en la ciudad ayudando a la gente y luchando contra los delincuentes. Misterio tiende una trampa a Spider-Man creando una ilusión de Hulk, y la usa para derrotarlo. El vigilante de la capa roja reaparece para ayudar a Spider-Man a derrotar a Misterio, pero este escapa.
Johnny Storm llega a la casa de Peter, explicando que luego de la muerte de su padre no siente que el Edificio Baxter sea su hogar; así que, luego de hablar con su hermana, Johnny Storm se muda a la residencia de los Parker. Bobby Drake llega a la morada de Kitty Pryde, buscando donde vivir al ser echado de su casa por ser mutante, al no poder quedarse ahí, es presentado con la tía May, la cual accede a que se quede a vivir en su casa. Para evitar llamar la atención y tratar de llevar una vida normal, Bobby Drake y Johnny Storm se hacen pasar como primos de Peter, haciendo cambios a su apariencia.
Spider-Man es atacado por un Spider-Slayer enviado por Misterio, el vigilante de la capa roja llega y derrota al robot rápidamente. Fuera de escena, el encapotado vigilante es revelado como Kitty Pryde.

### Encrucijada
Primera parte
Rick Jones se despierta de un coma al cual había caído poco antes de los sucesos de Ultimatum. La madre de Rick cree que el coma se fue producido debido a la manifestación de los poderes mutantes en su hijo, esto se lo cuenta en secreto a Tía May, quien les pide a Peter, Bobby y Johnny que vayan por sus trajes y hablen con Rick. Cuando Spider-Man, La Antorcha Humana y Iceman se presentan ante Rick este se asusta y los ataca, transportándose, junto con Spider-Man, a un lugar desconocido, para después regresar al lugar original. Luego, Rick comenta que no es un mutante, y que sus poderes los obtuvo por un "ojo flotante".
Segunda parte
En ese momento, Johnny recuerda un evento del pasado, y le comunica a Rick que él ha sido elegido como heraldo de los Vigilantes, Rick quiere saber sobre los Vigilantes, y por qué lo eligieron a él. Utilizando su poder de teletransportación, Rick se traslada a él mismo, y a sus compañeros, al Proyecto Pegasus en Wyoming, donde la Brigada de Serpiente se encuentra en medio de un atraco para robar la Corona Serpiente. Wendel Vaughn, jefe del proyecto, y agentes de SHIELD, llegan para ayudar a los superhéroes. Después de alcanzar la victoria, Rick teletransporta a los tres superhéroes de vuelta a casa, decide salir en busca de un objetivo de vida, y toma por nombre "Nova".

### Amor sucio
Primera parte
En Brooklyn, las Bombshells regresan y atacan un camión de dinero para robarlo, hasta que interviene Spider woman. Aparece la Antorcha Humana y le ayuda. Después de que la policía arresta a las Bombshells, Spider woman se va y la Antorcha Humana la sigue y le pide una cita. En la escuela Gwen le solicita a Peter que la acompañe al baño de mujeres, resulta que Kitty esta ahí, y ella le pide a Peter que entre a uno de los gabinetes, dentro de éste se encuentra Mary Jane, quien le dice: "Vamos a cortarte el pelo". Justo en ese momento, una compañera de clases los amenaza con que los va a reportar, además de insultar a Kitty por ser una mutante. Al llegar a casa, Johnny les platica que se besó con Spider woman, lo cual, hace que Peter se sienta mal. Al día siguiente, agentes del gobierno le piden a Kitty que los acompañe, Peter le grita a Kitty que corra.
Segunda parte
Kong defiende a Kitty atacando a los agentes, los chicos no saben como actuar, Peter les dice que no hagan nada. Después Peter le sugiere a Kitty que lo mejor es que huya, Kitty le dice a los agentes que se entregará, pero Kitty se escapa con Kong por las alcantarillas. Kitty y Kong vuelven. Después de dar un discurso, el director les dice a los padres que renunció. En casa de Peter discuten sobre cómo van a ayudar a Kitty y a Kong, se dirigen a casa de Kitty donde hay periodistas rodeando su casa. Luego de una explosión aparece Kitty con su traje. Tras una discusión con sus amigos Kitty se va de ahí. En ese momento Mary Jane revela que grabó cuando los agentes llegaron a la escuela.
Tercera parte
La tía May habla con Peter, Johnny y Bobby, sobre el asunto de Kitty, y les sugiere que sería mejor que dejen de ser héroes por un tiempo, Bobby le dice a Peter que necesita dinero, Peter le comenta que en la empresa donde trabaja siempre necesitan personal, Johnny se burla de ellos, por lo que Bobby le congela su pantalón. Justo en ese momento llega Mary Jane y quiere hablar con Peter y Gwen. Ella les muestra el vídeo, y les pregunta que puede hacer con él, Gwen le sugiere venderlo, pero a ella no le parece buena idea. Peter le pide a Gwen su número de teléfono. Más tarde, Peter y Mary Jane se encuentran en el Daily Bugle, donde Ben Urich habla con ellos y les sugiere que publiquen el vídeo. El sentido arácnido de Peter se activa después de saludar a J Jonah Jameson. Peter le pregunta a Ben que donde esta el baño, él le dice que por los elevadores. Peter sigue a J Jonah Jameson hasta el estacionamiento, donde este lo ataca. Peter le pregunta ¿quién eres?. Este doblega a Peter y lo mete en una cajuela de un auto, después toma el aspecto de Peter y va a ver a Mary Jane y Ben.
Cuarta parte
El impostor de Peter se encuentra en un taxi con Mary Jane. Tras darse un beso Mary Jane se da cuenta de que algo está mal, y se baja del taxi molesta. Más tarde en casa de Peter, el impostor, trata de descubrir el secreto de Peter, después de contarle una versión falsa de lo que pasó con Mary Jane en el taxi a Gwen, ella se molesta con Mary Jane, Al día siguiente, el impostor asusta a Flash y lo amenaza con matarlo. Nuevamente habla con Mary Jane y la besa otra vez, pero esta vez frente a Gwen y sus amigos. Al llegar a casa el impostor tiene una discusión con la tía May. Al entrar a la habitación de Peter en un baúl descubre el traje de Spider-Man.
Quinta parte
Peter despierta varios días después, frente al verdadero J Jonah Jameson. Quien al igual que Peter están desorientados. Peter intenta escapar pero no lo consigue, J Jonah Jameson al ver lo que hacia descubre el secreto de Peter, este le dice que se calle o pueden escucharlos. Mientras en la ciudad el impostor de Peter (con el traje de Spider-Man) comete una ola de crímenes. Este hace una llamada a su hermana, quien vigila a Peter y a J Jonah Jameson, él le pide que se deshaga de Jameson, pero que asuste a Peter al hacerlo. Esta se presenta y les dice que son camaleones, después de hablar, le dispara en la cabeza a J Jonah Jameson. La tía May sospecha algo y manda a la Antorcha Humana y a Iceman a rescatar a Peter.
Sexta parte
El camaleón empieza a sentirse débil por la hormona de crecimiento mutante. la Antorcha Humana y Iceman llegan y le piden que se quite la máscara, este los ataca y escapa de la escena. Camellia tortura a Peter con juegos psicológicos, el camaleón aparece y le dice que mate a Peter, este se libera, pero es detenido. En unos instantes toda la bodega es congelada y los camaleones detenidos. Peter le dice a Johnny que asesinaron a J Jonah Jameson, Johnny le dice que está vivo y lo lleva a un hospital. después de entregan a los camaleones a S.H.I.E.L.D. La tía May abraza a Peter, pero Gwen no confía en él. En el hospital J Jonah Jameson se recupera pero termina diciendo Parker.
Séptima parte
Peter aparece en una habitación de SHIELD,y Carol Danvers le empieza a consolar y le dice que vuelva a casa. Después Peter parece hablando con su tía en su habitación, diciéndole que se levante de la cama y hable con Gwen. En la siguiente escena aparece Mary Jane, un poco triste,y atrás Gwen, que empieza a llorar y temblar diciendo que obligó a Peter a salir con ella, que un hombre la utilizo y que es Mary Jane es la mujer perfecta para Peter.Gwen la abraza y se va. Después en el hospital,J.J.J. está hablando con una mujer que le obliga ha decirle quien es Spider-Man, este después sin contar nada cierra su ordenador. Luego, Robbie y Ben visitan a J.J.J.,y les cuenta lo que paso de verdad (sin decirle quien es Spider-Man) y dice que protegerá su secreto de Spider-Man. Después en la clase de Parker hay una nueva chica, que resulta ser Bombshell Jr.,y Peter va hablar con ella(Bobby se pone celoso, ya que le gusta Bombshell Jr.). Bombshell Jr. le dice que su madre está encarcelada y que no le cuente nada, en una esquina Gwen y Mary jane espían ha Parker y Gwen dice que Peter no es el hombre que pretende ser. Peter habla con Mary Jane, pero esta le dice que hable con Gwen. Peter llega a casa y Gwen no está, se fue de casa.

## Ultimate Spider-Man (numeración original)
Se retoma la numeración original de Ultimate Spider-Man

### Edición #150 aniversario
La historia comienza con Spider-Man, deteniendo un robo por parte del Anillero. A pesar de haberlo detenido, la gente lo odia. En los cuarteles de S.H.I.E.L.D, Carol Danvers, le pregunta a los Ultimates. ¿Que deben hacer con Spider-Man? Iron Man le cuenta una aventura que tuvo con el sobre como detuvieron a Whiplash . Y que desde ese día noto lo inteligente y valiente que es Peter. El Capitán América les dice que esta en desacuerdo con la idea de Tony Stark. Este narra una misión que tuvo de evitar que los agentes de A.I.M de que robaran unos planos de S.H.I.E.L.D, y de como Spider-Man ayudó, pero en el proceso destruyó la ciudad. Tony y Steve discuten por eso. En eso Thor narra su historia y asegura que Spider-Man es todo un guerrero y debe ser tratado como tal. En eso Carol Danvers les vuelve a preguntar ¿Que deben hacer con Spider-Man? Iron Man dice que debe recibir entrenamiento, Capitán América dice que debe ser castigado, y Thor que debe ser recompensarlo. Más tarde en Queens Peter, Bobby y Johnny, regresan a casa, pero afuera de esta hay camionetas de S.H.I.E.L.D esperando, Peter le dice que se vayan por si hay peligro. Cuando Peter entra a la casa, su Tía May y Carol lo esperan sentadas. Después de charlar, Carol le dice que si quiere seguir salvando gente debe aprender lo que el no puede y no sabe hacer y que después de la escuela deberá acompañar a un miembro de Ultimates a misiones y estos le darán consejos de como debe combatir el crimen, como una escuela de super héroes.

### Sí, la escuela de superhéroes
Primera parte
Hace un mes atrás la Gata Negra desde un edificio apunta a Kingpin, cuando está a punto de disparar, ve cómo Misterio lo asesina, dos semanas después la gata negra logra entrar a la oficina del Kingpin e intenta sacar algo de la caja fuerte, pero Misterio aparece y la detiene pero esta logra escapar. En la actualidad Gwen se aparece a tía May y regresa a su casa, después se les aparece Iron-man y les pregunta que en donde esta Peter Parker.
Segunda parte
Gata Negra trata conseguir aquello que no pudo obtener anteriormente, en el lugar se encuentra con Mysterio y discuten acerca del uso de aquel objeto llamado La Llave del Zodiaco, clave del éxito de Fisk como líder del crimen. Al final ella logra huir con la misma.
En su casa la Tía May regaña a Iron-Man por aparecer en plena calle y poner en peligro la identidad de Spider-Man. Luego Peter se entera de que Iron-Man pasó por ahí y que Gwen ha vuelto. Ya en casa Gwen le dice que lo ama pero que no son el uno para el otro y deciden ser solo amigos, luego recibe una llamada de Tony Stark y se alista para su entrenamiento como héroe.
Tercera parte
Hace años atrás, el Kingpin obtuvo la Llave del Zodiaco, tras desaparecer accidentalmente el pequeño pueblo donde la consiguió, dándose cuenta de su peligro decidió esconderla. En la actualidad Spider-Man se reúne con Iron-man en el edificio Stark. En otra parte de la ciudad Mysterio siguió a la gata sin que se diera cuenta, y trata de comprarle la llave del zodiaco, pero esta no acepta. Misterio le revela que la llave puede causar una gran destrucción hasta con el subconsciente. La gata negra al querer que Misterio desaparezca activa la llave destruyendo una parte de la ciudad. Gata Negra al ver lo que ha ocasionado entrega la llave a Misterio. Iron-man detectan una explosión en la ciudad dirigiéndose al lugar junto a Spider-Man, al llegar Misterio activa la llave contra ellos.
Cuarta parte
Spider-Man y Iron-man, logran evitar el ataque de la llave del zodiaco, pero para ello Iron-man tuvo que usar toda la energía de su traje para protegerlos. Mysterio vuelve a atacar pero esta vez el ataque le dio a Iron-man. Spider-Man le quita la llave a Mysterio, pero la Gata Negra le pide que la tire para evitar que mate a más gente, Peter decide no dejar la llave por que si lo hace Mysterio la tomara. Accidentalmente Spider-Man la activa pero la suelta a tiempo. Empieza una pelea entre los tres para obtener la llave. Cuando Mysterio está a punto de tomarla, Tony lo detiene y descubre que era solo un robot controlado a control remoto, y que posiblemente el verdadero está cerca pero es imposible localizarlo. Tony se lleva la llave a los cuarteles de S.H.I.E.L.D., y pide que envíen a un equipo de rescate. Spider-Man le pide ayuda a la Gata Negra para buscar sobrevivientes a lo cual accede. Al amanecer Peter va a casa de Mary Jane, y le cuenta que la noche fue terrible, Mary Jane le dice a Peter que entre y le cuente que paso.

### Feliz cumpleaños Peter Parker
Peter es despedido de su trabajo en el restaurante de comida rápida. Minutos después de ser despedido recibe la llamada de J. Jonah Jameson quien le pide que vaya a el Daily Bugle. A lo que Peter se dirige inmediatamente, preguntándose por qué Jonah no ha revelado su identidad como Spider-Man, y por que en las noticias del Daily Bugle pide que apoyen a el héroe. Cuando Peter llega Jonah le pregunta si el realmente es Spider-Man, sin que se lo diga Jonah lo descubrió, Jonah le ofrece su trabajo de vuelta ofreciéndole que a cambio de que le de la exclusiva, él le aumentara el sueldo de lo que ganaba antes, total libertad para poder faltar al trabajo sin que lo despida por ser Spider-Man, y no le dirá a nadie su secreto, Peter acepta la propuesta de Jamenson. En la ciudad se comete un robo por parte de unos criminales con tecnología que les permite escapar rápido, pero son detenidos por Shroud (Kitty Pryde) y Spider-Man, cuando ella está a punto de irse él le pide que no lo haga que ella tiene amigos. Cuando Peter regresa a su casa Kitty lo acompaña, este le pregunta que paso con Kong, a lo que responde diciéndole que el y su madre se mudaron a Wisconsin, EUA. Cuando ambos entran, Peter se sorprende al ver que su tía le organizó una fiesta de cumpleaños, a la que asistieron sus amigos Jonny Storm, Bobby Drake, Gwen Stacy, Susan Storm, Ben Grim y Mary Jane. Más Tarde en la cocina Mary Jane le entrega un regalo que Iron-man le envió, que fue unos lanza telarañas mejorados. Peter le dice a Mary Jane que la ama y que está dispuesto a recuperarla como novia, a lo que Mary Jane le dice que no es necesario que se esfuerce, por que ya lo hizo, ambos se besan simbolizando que nuevamente están juntos.

## Ultimate Comics: La Muerte de Spider-Man
Primera parte
Carol Danvers se encuentra en una de las celdas de seguridad del Triskelion, y le comenta a Norman Osborn que a pesar de todo lo que haga, no se hará un juicio ni se le dará un trato especial, no importa si perdió o no sus poderes por que desde ahora en adelante se encuentra bajo custodia de S.H.I.E.L.D. Norman Osborn se revela como vivo. Peter y Mary Jane se encuentran en un restaurante almorzando juntos, cuando Peter recibe una llamada a su celular, por parte, de Steve Rogers diciéndole que lo espera en el cementerio de Queens en una hora con su traje de Spider-Man, para que comience su entrenamiento de superhéroe. Norman se encuentra en una celda preguntándole a un psiquiatra por que no murió en ese entonces y le pide que le den un trato especial, Carol Danvers no accede a aceptar eso, tampoco ellos saben cómo es que sobrevivió, y ya no importa porque no muestra indicios de tener sus poderes otra vez, por lo que se quedará en esa celda el resto de su vida. Norman activa nuevamente sus poderes, y se convierte en el Duende Verde, pero ahora más poderoso, libera a cinco enemigos de Spider-Man, los cuales son Electro, Arenero, Kraven, Dr. Octopus y Buitre, a los que Norman llama como hombres de Dios, todos ellos escapan en un helicóptero piloteado por Electro. Cuando Spider-Man llega al cementerio, el Capitán América le dice que no importa lo que haga él es un soldado, pero él es la clase de soldado estúpido. En esos momentos el Cap es convocado para que les ayude a detener a Nick Fury y a su equipo de Vengadores, y que no permita que Spider-Man los ayude o se involucre, a pesar de ello Spider-Man lo sigue. Norman y sus cinco escaparon y dejaron el helicóptero estrellado, se esconden en una casa y mientras veían la tele se percatan de que todo S.H.I.E.L.D. y los Ultimates están en una pelea contra Nick Fury y los Vengadores, Norman piensa que eso es bueno porque ahora nadie evitará que intenten matar a Peter. Spider-Man ve la batalla de los héroes cuando recibe una llamada de Mary Jane, quien le dice que Norman está vivo, y que escapó con otros de sus enemigos, ella le dice que tiene que salvar a su tía y a Gwen.
Segunda parte
Spider-Man se dirige a su casa en Queens para advertirles a su tía y a Gwen del peligro, tras enterarse de que Norman está vivo y esta con otros enemigos cree que lo más probable es que ataquen su casa para buscarlo y matarlo. Mientras Norman y su equipo planean su lucha contra Peter, el Dr. Octopus se niega a formar parte de la pelea, diciéndoles que el ya no quiere venganza en contra de Spider-Man, el desea trabajar otra vez de científico y que tal vez sea bueno que Spider-Man ayude a la gente y que fue gracias a todos los supervillanos que nació el y deberían sentirse orgullosos por ello; Después de escuchar eso el Duende Verde lo ataca y comienza una gran y cruenta pelea entre ambos. Cuando Peter llega a su casa les dice que deben salir rápido de ahí ya que sus enemigos saben quien es y donde vive.Al salir de su casa, Peter busca a sus enemigos, cuando recibe la llamada de Mary Jane quien le dice que sobre la pelea entre el Duende Verde y Dr. Octopus.La pelea entre ellos continua cuando el Duende Verde toma ventaja destruyendo sus tentáculos, después lo golpea varias veces en la cabeza. Cuando Spider-Man llega, la pelea ya había terminado y sus enemigos escaparon, al ver el cuerpo sin vida de Dr. Octopus, Peter queda sorprendido y asustado. Pensando que ahora se dirigen a su casa se apresura a volver, cuando pasa por el puente, ve a Punisher a punto de disparar a el Capitán América, quien tiene a Nick Fury en el suelo, se avienta y recibe el tiro en el abdomen, por lo que tanto Punisher, el Capitán América y Nick quedaron perplejos.
Tercera parte
Norman y su equipo buscan a el Reparador para que le entregue su traje a el Buitre y unas armas para Kraven. Spider-Man despierta después de haber recibido una bala en el abdomen para salvar a Capitán América, A pesar de que la herida es grave Peter duda si debe ir al hospital ya que si va la gente sabrá su identidad, cuando usa su tela araña para detener el sangrado, al final decide arriesgarse a ir al hospital, cuando Spider-Man se da cuanta de que en el cielo sus enemigos se dirigen a su casa, vuelve a dudar sobre que hacer. Jhonny Storm y Bobby Drake regresan después de haber tenido una doble cita la cual Bobby arruino, al darse cuenta de que no hay nadie encuentran una nota de Gwen que les dice que salgan de la casa lo más rápido posible, cuando salen de la casa se encuentran con Norman y su equipo y les pregunta que donde esta Peter, Jhonny se niega a decirles y el empieza una pelea contra el Duende Verde en la que logra noquear por suerte a este, después el Arenero lo derrota enterándolo, y Bobby lo enfrento y fue derrotado por Electro. Cuando ven que Peter no está, se disponen a buscarlo, pero este aparece frente a ellos y el Buitre lo ataca rápidamente y Spider-Man con su tela araña lo arroja lejos para que no intervenga, al estar herido y sin su máscara Spider-Man les pregunta que quien es el siguiente.
Cuarta parte
El Duende Verde, Jhonny y Bobby están inconscientes, mientras que la pelea final de Peter Parker comienza con Kraven, Sandman y Electro atacándolo. Peter los golpea a los tres dejándolos inconscientes, pero en medio del caos la gente ve y nota que Spider-Man es Peter Parker. Sandman se levanta y golpea a Spider-Man y el Buitre le arroja una granada. Mientras tanto en una carretera, May y Gwen deciden regresar para ayudar a Peter, Sandman está por darle el golpe final a Spider-Man pero Electro lo detiene aludiendo que él será quien lo mate. Peter se burla de Electro quien recibe una bala disparada por May, Peter ve a Gwen y a tia May quienes lo abrazan, pero en ese momento aparece el Duende Verde.
Quinta parte
Mary Jane decide ir hacia donde esta Peter pero su madre no la deja, mientras Peter rescata a May y Gwen y le pide a Gwen que se lleve a su tía lo más lejos que pueda, y luego va hacia donde esta el Duende Verde y lo golpea dejándolo malherido, después intenta despertar a Jhonny para que lo ayude, pero al pelear el Duende Verde absorbe los poderes de fuego de la antorcha humana y se hace más poderoso Peter lo golpea recriminándole que si lo mata, su hijo Harry no volverá a la vida y su mundo como capitán de una industria no regresara, y Obsborn le contradice diciendo "pero tu morirás", a lo que Peter responde que si, pero detrás del Duende Verde aparece un camión conducido por Mary Jane y lo atropella. Luego Peter saca del camión a Mary jane, la besa y la lanza a un poste lanzando telarañas, el Duende Verde se despierta y dice que Dios quiere que el Spider-Man muera, Peter levanta el camión y golpea con el a Norman, mientras delira el Duende Verde dice que matara a Peter y a todos a los que conoce, como él ha matado a su familia, pero Peter reúne sus últimas fuerzas levantando el camión y golpeando al Duende Verde diciendo: "Ok, ¡¡podrías matarme en silencio!!", el camión explota alejando a Peter y dejándolo en el suelo. Jhonny, Mary Jane, tía May y Gwen rodean a Peter, mientras que tía May trata de reanimar a Peter diciéndole que lo llevaran a un hospital y pronto estará bien, pero Peter agarra a May y le dice “No lo ves, esta bien lo hice, no pude salvar a tío Ben pero te salve a ti, lo hice, lo hic..." y con esas palabras Peter Parker muere rodeado de las personas que el siempre amo.

## Personajes

### Héroes
- Miles Morales/Spider-Man Tras la muerte de Peter Parker, el joven afroamericano Miles Morales toma la identidad del Hombre Araña.
- Peter Parker/Spider-Man: Antes del Ultimatum tenía una relación con Mary Jane, se desconoce por qué terminaron. Continúa asistiendo a la escuela secundaria. Aún combate el crimen como Spider-Man y vive con su tía, Johnny Storm y con Bobby Drake. Tenía una relación con Gwen, pero tras los eventos de amor sucio terminaron. Carol Danvers y la comunidad de superhéroes decidieron que Spider-Man necesita entrenamiento para ser un mejor superhéroe; Iron-man fue su primer profesor. Hasta hace poco trabajaba en un restaurante de comida rápida, pero fue despedido. Ahora volvió a su trabajo en el Daily Bugle. Y tras un tumultuoso año separados volvió con su ex-novia Mary Jane.
- Johnny Storm/Antorcha Humana: Miembro de los ahora disueltos Cuatro Fantásticos. Perdió a su padre en el ataque de Magneto a Nueva York. Se ha mudado a casa de Peter, haciéndose pasar como uno de sus primos.
- Bobby Drake/Iceman: Miembro de los extinguidos X-Men, se ha mudado con los Parker luego de ser echado por sus padres por ser mutante. Se hace pasar como un primo de Peter Parker.
- Kitty Pryde:Iba al instituto con Parker, y tenía una doble vida como una vigilante encapotada de rojo. Recientemente Regreso luego de que Kong se mudara a otra ciudad.
- Jessica Drew/Spiderwoman: un clon femenino de Peter Parker, que comparte sus poderes y la mayoría de sus memorias. Interactúa con la Antorcha Humana.

### Personajes secundarios
- Mary Jane Watson: Rompe con Peter por razones desconocidas luego de Ultimatum y esta consumida en su trabajo como reportera de la escuela. Los dos han comenzado a reconciliarse. Ahora ella y Peter volvieron a ser pareja.
- Gwen Stacy: Liberada de su álter ego Carnage, al fin vive una vida normal y estaba saliendo con Peter. Actualmente dejó a Peter Parker y se fue de su casa, en los eventos de "Amor sucio". Regreso recientemente y termina con Peter.
- May Parker: Tía de Peter que ha aceptado la vida de este como Spider-Man. Fue su idea y la de Sue Storm permitir a Johnny vivir con la familia Parker.
- Kenny "Kong" McFarlane: Un amigo de Peter que solía molestarle. Él es visto defendiendo a Kitty Pryde, con la que salió durante un corto tiempo, la cual estaba siendo molestada por Flash Thompson. Volvió después con Kitty. Conoce la identidad de Peter desde hace tiempo.Hasta hace poco solía vivir con Kitty Pryde en la alcantarilla. Actualmente se mudó con su mama en Wisconsin, por lo que su relación con Kitty acabó.
- J. Jonah Jameson: Es el editor jefe del Daily Bugle. Estaba secuestrado por el Camaleón junto con Peter. Conoce la identidad de Spider-Man, y según él está orgulloso de no contar la identidad de Spider-Man a nadie. Johnny lo salva de su bala en la cabeza, llevándolo al hospital. Es amigo de Urich y Robbie, unos de sus empleados.
- Ben Urich:Reportero del Daily Bugle.Es amigo de Peter, y conoce la historia verdadera de la ola de los atracos del Cameleon. Es amigo de Jameson y Robbie.
- Robertson, Joseph "Robbie": Reportero del Bugle. También conoce la historia de la ola de atracos del Camaleón, y es amigo de Urich y Jameson.

### Villanos
- Duende Verde: Hasta hace poco se lo creía muerto por el mundo entero, recientemente se reveló que estaba vivo y en custodia por S.H.I.E.L.D., escapo con un grupo de supervillanos, con la única misión de matar a Spider-Man. Tras haber visto el cambio de opinión del Dr. Oct lo asesinó sin piedad.
- Dr. Octopus: Escapo de la prison de S.H.I.E.L.D., cuando Norman lo atacó, se unió a su grupo con la misión de matar a Spider-Man. Tras haberse dado cuenta cree que Spider-Man es un buen superhéroe y abandono al equipo, recientemente fue asesinado por el Duende Verde.
- Electro : Escapo de la prison de S.H.I.E.L.D., cuando Norman lo atacó, se unió a su grupo con la misión de matar a Spider-Man.
- Sandman : Escapo de la prison de S.H.I.E.L.D., cuando Norman lo atacó, se unió a su grupo con la misión de matar a Spider-Man.
- Buitre : Escapo de la prison de S.H.I.E.L.D., cuando Norman lo atacó, se unió a su grupo con la misión de matar a Spider-Man.
- Kraven : Escapo de la prison de S.H.I.L.E.D., cuando Norman lo atacó, se unió a su grupo con la misión de matar a Spider-Man.
- Mysterio: Se ha convertido en el nuevo señor del crimen tras asesinar a Wilson Fisk/Kingpin y constantemente intenta erradicar a New York de los Vigilantes Spider-Man y Shroud. Trato de usar la llave del zodiaco, pero fallo. Se desconoce su paradero
- Camaleón: Un criminal con la habilidad de imitar cualquier persona, del género que sea, el cual había encontrado con Peter tiempo atrás, actualmente esta en la prisión del S.H.I.E.L.D.Estaba suplantando anteriormente a J. Jonah Jameson y después ha Peter Parker.
- Camellia:Hermana del Cameleon, tiene la misma habilidad que él(como demostró al imitar ha Parker y Jameson). Esta en la prisión del SHIELD, en otra celda separada a la de su hermano. También suplantaba ha alguna persona(no se sabe a quien).
- Las Bombshells: dúo de supervillanas madre e hija que tienen poderes explosivos los cuales utilizan para cometer sus atracos, destacando la hija por ser muy grosera y soez. La hija actualmente esta en el instituto de Peter Parker, y la madre, en la cárcel.
- Gata Negra: Trataba de matar al kingpin pero se le adelantó Mysterio y siendo testigo de como este lo asesina, tratara de conseguir un valioso objeto escondido en la caja fuerte de Kingpin ahora en propiedad de Misterio.Posee un gran arsenal repleto de armas y tecnología de punta tales como rifles o sus característicos googles de micas amarillas.Trato de usar la llave del zodiaco pero al ver su poder trato de deshacerse de ella. Se desconoce dónde está actualmente.